# USS Cecil J. Doyle (DE-368)
USS Cecil J. Doyle (DE-368) là một tàu hộ tống khu trục lớp John C. Butler từng phục vụ cùng Hải quân Hoa Kỳ trong Chiến tranh Thế giới thứ hai. Nó là chiếc tàu chiến duy nhất của Hải quân Hoa Kỳ được đặt cái tên này, theo tên Trung úy Thủy quân Lục chiến Cecil John Doyle (1920–1942), phi công từng phục vụ cùng Liên đội Tiêm kích VMF-121 hoạt động tại sân bay Henderson, Guadalcanal, đã mất tích vào ngày 7 tháng 11, 1942 và được truy tặng Huân chương Chữ thập Hải quân. Nó đã phục vụ trong suốt Thế chiến II, được cho ngừng hoạt động sau khi xung đột chấm dứt vào năm 1946, rồi cuối cùng bị đánh chìm như một mục tiêu ngoài khơi California vào năm 1967.

## Thiết kế và chế tạo
Lớp John C. Butler được thiết kế nhằm đáp ứng nhu cầu một số lượng lớn nhưng rẻ tiền của một kiểu tàu hộ tống chống tàu ngầm để hộ tống các đoàn tàu vận tải vượt đại dương. Chúng có chiều dài chung 306 foot (93,3 m), mạn tàu rộng 36 foot 10 inch (11,2 m) và mớn nước 13 foot 4 inch (4,1 m), trọng lượng choán nước tiêu chuẩn 1.350 tấn Anh (1.372 t), và lên đến 1.745 tấn Anh (1.773 t) khi đầy tải, với một thủy thủ đoàn bao gồm 14 sĩ quan và 201 thủy thủ. Con tàu được vận hành bởi hai turbine hơi nước hộp số Westinghouse; hơi nước được cung cấp bởi hai nồi hơi "D" Express, tạo ra công suất 12.000 mã lực càng (8.900 kW) và cho phép đạt được tốc độ tối đa 24 hải lý trên giờ (44 km/h; 28 mph). Nó có tầm hoạt động 6.000 hải lý (11.000 km; 6.900 mi) ở tốc độ đường trường 12 hải lý trên giờ (22 km/h; 14 mph).
Dàn vũ khí chính bao gồm hai tháp pháo 5-inch/38 caliber đa dụng nòng đơn, được dẫn đường bởi hệ thống điều khiển hỏa lực Mark 51; vũ khí phòng không gồm hai khẩu đội Bofors 40 mm L/60 nòng đôi và mười khẩu Oerlikon 20 mm nòng đơn cũng được dẫn đường bởi hệ thống Mark 51. Ngoài ba ống phóng ngư lôi 21 inch (533 mm), vũ khí chống ngầm bao gồm hai đường ray thả mìn sâu, tám máy phóng mìn sâu K-gun cùng một dàn súng cối chống ngầm Hedgehog. Con tàu được trang bị sonar kiểu QC, radar dò tìm mặt biển SL và radar dò tìm không trung SA.
được đặt lườn tại xưởng tàu của hãng Consolidated Steel Corporation ở Orange, Texas vào ngày 12 tháng 5, 1944. Nó được hạ thủy vào ngày 1 tháng 7, 1944, được đỡ đầu bởi bà Owen P. Doyle, mẹ của Trung úy Doyle, và được cho nhập biên chế cùng Hải quân Hoa Kỳ vào ngày 16 tháng 10, 1944 dưới quyền chỉ huy của Hạm trưởng, Thiếu tá Hải quân Douglas Shocke Crocker.

## Lịch sử hoạt động
Khởi hành từ Galveston, Texas vào ngày 5 tháng 11, 1944, Cecil J. Doyle tiến hành việc chạy thử máy huấn luyện tại khu vực Bermuda tại Tây Ấn thuộc Anh. Tuy nhiên lúc 07 giờ 16 phút ngày 16 tháng 11 nó bị mắc cạn ngoài khơi Ireland Point, Bermuda, và bị hư hại trục chân vịt bên mạn phải, nên phải quay trở về Boston, Massachusetts để sửa chữa trong ụ tàu, kéo dài từ ngày 29 tháng 11 đến ngày 18 tháng 12. Con tàu lại khởi hành vào ngày 29 tháng 12 để tiếp nối việc chạy thử máy tại vùng biển Bermuda. 
Cùng với tàu chị em Bivin (DE-536), Cecil J. Doyle được lệnh lên đường vào ngày 19 tháng 1, 1945 cho một chuyến "tuần tra tìm kiếm và giải cứu đặc biệt". Nó tuần tra tại vị trí được chỉ định 34°10′B 68°15′T / 34,167°B 68,25°T, dọc theo tuyến đường bay của chuyến bay đưa Tổng thống Franklin D. Roosevelt tham dự Hội nghị Yalta, cho đến khi được tàu frigate Moberly (PF-63) thay phiên hai ngày sau đó.
Chuẩn bị để được điều động sang khu vực Mặt trận Thái Bình Dương, Cecil J. Doyle khởi hành lúc 16 giờ 30 phút ngày 19 tháng 1 để gặp gỡ Đoàn tàu UC-53B và tàu sân bay hộ tống Anh Quốc HMS Ranee (D03) cho hành trình đi sang vùng bờ Tây Hoa Kỳ. Đơn vị băng qua kênh đào Panama vào ngày 6 tháng 2, 1945, được tiếp nhiên liệu tại Balboa, Panama trước khi tiếp tục hướng đến vùng California. Nó tách khỏi chiếc tàu tàu chiến Anh vào ngày 15 tháng 2 để di chuyển độc lập đến San Diego, rồi tiếp tục lên đường bốn ngày sau đó để đi sang khu vực quần đảo Hawaii, đi đến Trân Châu Cảng vào ngày 28 tháng 2.
Đi đến Eniwetok vào ngày 28 tháng 3, Cecil J. Doyle tham gia vào Đội Tuần tra và Hộ tống Marshalls-Gilberts, hoạt động tại khu vực giữa Guam và Ulithi cho đến ngày 30 tháng 4, khi nó được điều sang Đội Tuần tra và Hộ tống Carolines. Đến ngày 2 tháng 5, hạm trưởng của nó kiêm nhiệm chức vụ Tư lệnh Bảo vệ Peleliu với trách nhiệm bảo vệ khu vực neo đậu Kossol Roads. Nó từng tham gia tìm kiếm và cứu vớt đội bay của những máy bay gặp trục trặc phải hạ cánh trên biển, và cũng từng bắn phá vị trí trú đóng của quân Nhật trên đảo Koror vào ngày 27 tháng 5.
Vào ngày 2 tháng 8, nhận được tin tức từ các máy bay tuần tra báo cáo tại tọa độ 11°30′B 133°30′Đ / 11,5°B 133,5°Đ có một nhóm lớn người đang trôi nổi trên bè cứu sinh, Cecil J. Doyle đã đi hết tốc độ, là chiếc tàu đầu tiên đi đến địa điểm vào ban đêm, và đã tìm kiếm những người sống sót từ chiếc tàu tuần dương hạng nặng Indianapolis (CA-35), vốn bị đánh chìm do trúng ngư lôi từ tàu ngầm Nhật Bản. Nó đã cứu được 93 người sống sót, và vớt được 21 thi thể những người đã qua đời để mai táng trên biển. Con tàu tiếp tục hoạt động tìm kiếm cho đến ngày 8 tháng 8.
Sau khi Nhật Bản chấp nhận đầu hàng vào ngày 15 tháng 8, giúp chấm dứt vĩnh viễn cuộc xung đột, Cecil J. Doyle đi đến vịnh Buckner, Okinawa vào ngày 26 tháng 8, bắt đầu làm nhiệm vụ cùng lực lượng chiếm đóng. Nó cùng với các tàu bệnh viện đi đến Wakayama để giúp di tản những cựu tù binh chiến tranh Đồng Minh, rồi hộ tống các tàu sân bay thực hiện các phi vụ tuần tra bên trên Nhật Bản. Nó cũng làm nhiệm vụ chuyển thư tín giữa các cảng Nhật Bản cho đến ngày 12 tháng 11, rồi được sửa chữa tại Yokosuka trước khi lên đường quay trở về Hoa Kỳ, về đến San Francisco, California vào ngày 13 tháng 1, 1946.
Cecil J. Doyle được cho xuất biên chế vào ngày 2 tháng 7, 1946và đưa về Hạm đội Dự bị Thái Bình Dương, neo đậu tại San Diego, California. Tên nó được cho rút khỏi danh sách Đăng bạ Hải quân vào ngày 1 tháng 7, 1967, và con tàu bị đánh chìm như một mục tiêu ngoài khơi California vào ngày 2 tháng 12, 1967.

## Phần thưởng
Nguồn: Navsource Naval History
|  |  |  |
|  |  |  |

| Huân chương Chiến dịch Hoa Kỳ                 |                                      |                                         |
| Huân chương Chiến dịch Châu Á-Thái Bình Dương | Huân chương Chiến thắng Thế Chiến II | Huân chương Phục vụ Chiếm đóng Hải quân |